# 昆达
昆达是印度北方邦普拉塔加爾縣的一个镇和乡。

## 地理
昆达位于25°43′N 81°31′E / 25.72°N 81.52°E，该镇平均海拔89米（291英尺）。

## 人口
在2001年印度人口普查中，昆达有22331人，男性占该镇总人口的52%，女性占48%。昆达的人均识字率是57%，低于印度全国的平均水平59.5%，其中男性识字率为67%，女性为47%。在昆达，16%的人口不到16岁。